# 颱風露絲 (1971年)
 本文的數據已按香港天文台最新的資料更新，單位則已換算至現今普遍使用的單位。
颱風露絲（國際編號：7121，中國大陸編號：7118，聯合颱風警報中心：21W，菲律賓大氣地球物理和天文服務管理局：Uring）是1971年太平洋颱風季第21個被命名的熱帶氣旋，也是二戰後吹襲香港最強的颱風之一。露絲屬於中心風力緊密而強勁的颱風，被稱為侏儒系統（Midget System）。由於香港西南面水域較多，地型屏障較少，橫過香港期間，市區風力迅速增強，對維多利亞港內的船隻做成嚴重破壞，當中來往香港和澳門的客輪「佛山號」原本停靠在昂船洲對開海面避風，但不幸被颶風吹翻沉沒，造成88名船員死亡，僅4人生還，是二次大戰後香港死亡人數最多的海難。襲港期間，露絲共造成110人死亡、286人受傷、5人失蹤及5,644人無家可歸，是香港史上第七多人死亡的風災，亦是二次大戰後至今在香港造成超過100人死亡的兩次風災之中的其中一次，死亡人數僅次於1962年的溫黛。亦是唯一直接登陸廣州市的颱風。

## 發展過程
1971年8月10日，一熱帶低氣壓在關島以西約185公里處形成，然後迅速增強至颱風程度，該熱帶氣旋被命名為露絲。形成後的露絲向西以時速約26公里移動，其中心氣壓頗低，而環流細小，雲區總直徑只有約370至560公里。露絲橫過菲律賓海後於8月14日在呂宋北部登陸，當地錄得露絲中心最高風速為每小時約140公里。受呂宋中部山區的地形影響，進入南中國海後的露絲風力有所消減。
進入南中國海以前，露絲的路徑主要受位於華中的高壓引導而向西。當露絲進入南中國海後，位於華中的高壓開始減退，露絲的移動速度於是減慢，並逐漸轉向西北。同時其中心風力亦有所加強，8月15日零時美軍氣象偵察機測得其中心氣壓在10小時內由980百帕下降至959百帕。當天下午錄得其中心風速為每小時約240公里，但其中心雲區直徑只為約185公里左右。

## 影響

### 英屬香港[3]
- 當地懸掛之最高熱帶氣旋警告信號：  十號風球
- 最接近當地位置：皇家香港天文台總部西南偏西20公里（掠過香港境內）

皇家香港天文台在8月14日下午5時正懸掛一號風球，當時露絲集結於香港之東南約740公里，以時速約18公里向西北偏西移動。隨着8月15日它轉為一個西北的路徑，露斯減慢至每小時約12公里。該颱風在8月16日以時速約12公里開始轉向北移動，天文台在清晨5時05分改掛三號風球，當時它集結於香港以南約280公里。由於露絲的環流較小，天文台警告市民香港風力可能會急劇增強。隨着露絲繼續靠近香港，天文台在早上9時50分改掛七號風球（即現今八號東北烈風或暴風信號）。當風眼距離香港約190公里時，天文台在下午12時25分改掛八號風球（即現今八號東南烈風或暴風信號）取代七號風球，表示烈風風向改變。8月16日早上，香港大致吹清勁東北風。下午風力逐漸增強，黃昏初期離島錄得烈風。入夜後全港隨即持續吹烈風，風向先轉為偏東，再轉為東南。天文台於在晚上9時10分改掛九號風球，當時露絲集結於天文台之西南偏南約90公里。隨着風眼繼續以時速18公里向北移動，天文台在晚上10時50分改掛十號風球。多處在晚間錄得颶風，尤其是香港西部地區風力強勁。颱風露絲的風眼邊緣在8月17日凌晨1時52分左右掠過長洲以西。長洲的風速由每小時122公里下降至十五分鐘後的43公里以下。同時，天文台總部錄得最低瞬時海平面氣壓982.8百帕斯卡。當風眼掠過大澳時，風勢在凌晨2時20分幾乎停息，但在凌晨2時45分後恢復達颶風程度。露絲橫過青山西岸後，其中心掠過后海灣，向西北偏北移離香港，趨向廣東。隨着颱風開始在內陸減弱，天文台在清晨4時40分改掛六號風球（即現今八號西南烈風或暴風信號）取代十號風球。隨後在早上9時15分改掛三號風球。所有信號在中午除下。露絲在中午左右減弱成一熱帶風暴，並在香港之西北偏北約200公里的廣東附近消散。下午初期香港仍然吹清勁偏南風數小時。

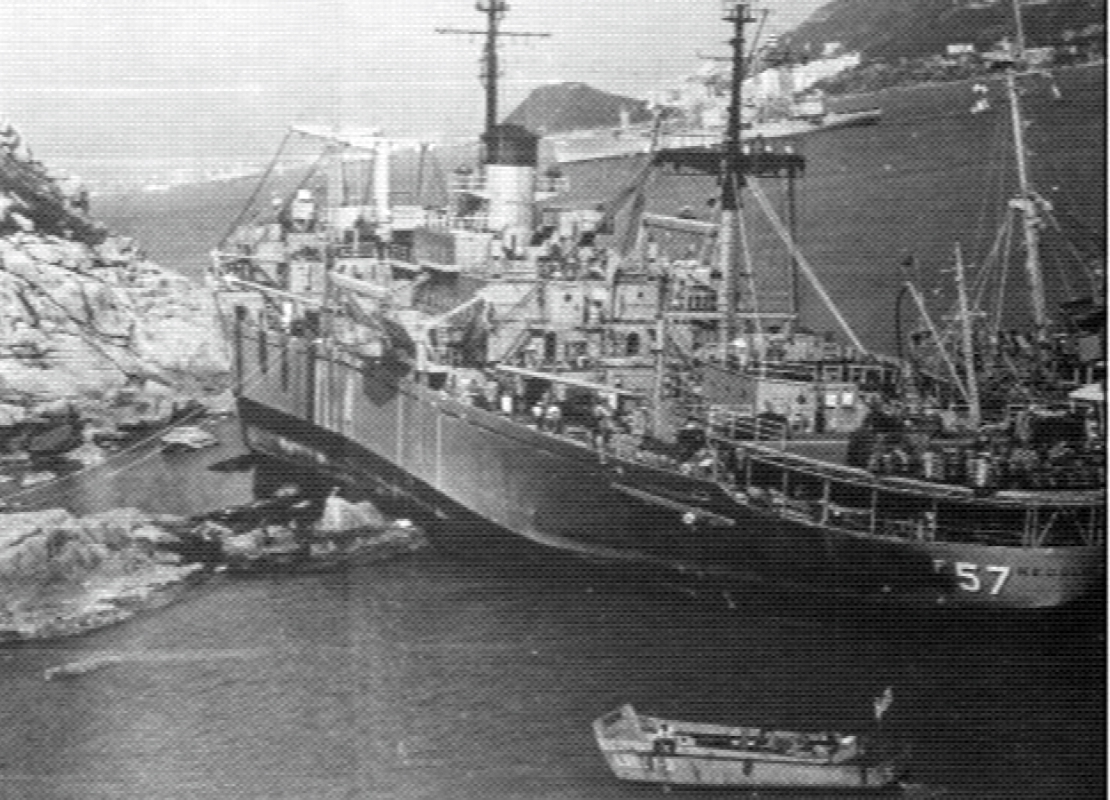
一艘大型美軍船艦於維港擱淺

8月16日香港多雲，早上有零散驟雨，日間雨勢轉為頻密及有狂風，接近午夜開始有大雨。8月17日清晨有暴雨，下午天氣迅速好轉。
受露絲影響，香港30艘共約20萬噸的遠洋船在露絲襲港期間擱淺或發生碰撞，300多艘小艇嚴重受損或沉沒，6艘油麻地小輪在港內擱淺，3艘來往港澳的水翼船亦嚴重受損。當中來往香港及澳門的2,616噸客輪“佛山號”在颱風信號下暫停服務，於大嶼山東北角被颶風吹至翻轉沉沒，92名船員中只有4人獲救（詳見佛山號翻沉事故）。另外“利航號”渡輪亦被吹沉，9名船員喪生。在陸上，5,644人無家可歸，超過100處出現山泥傾瀉，30,000條電話線失靈。觀塘的一個變壓站在16日晚上發生火警，火勢在大風下一度不受控制，新界及九龍廣泛停電。總共有110人在露絲襲港期間死亡，286人受傷。

### 葡屬澳門
- 當地懸掛之最高熱帶氣旋信號：  五號風球/  六號風球/  七號風球
- 最接近當地位置：澳門以東56公里

### 中國大陸
8月17日，露絲的暴風圈進入廣東省東莞縣並带來严重災情。風力10級～11級，陣風12級以上，瞬間最大風速35米/秒，平均最大風速26米/秒，過程降雨量134.4毫米。東莞全縣淹浸農作物10.71萬市畝，吹壞12.68萬市畝，倒塌房屋1600間，茅寮5075間，共11人罹難、150人受傷。損失船隻81艘，溺死牛、豬1208頭，遭淹糧食2568噸。

## 熱帶氣旋警告使用記錄

### 英屬香港
| 皇家香港天文台 熱帶氣旋警告信號 | 皇家香港天文台 熱帶氣旋警告信號 | 皇家香港天文台 熱帶氣旋警告信號 |
| ------------------------------- | ------------------------------- | ------------------------------- |
| 上一熱帶氣旋                    | 一號風球                        | 下一熱帶氣旋                    |
| 超強颱風妮艼                    | 一號風球                        | 颱風黛娜                        |
| 超強颱風妮艼                    | 三號風球                        | 颱風黛娜                        |
| 超強颱風露茜                    | 六號風球                        | 颱風黛蒂                        |
| 颱風法妮黛                      | 七號風球                        | 強颱風柏美娜                    |
| 颱風法妮黛                      | 八號風球                        | 強颱風柏美娜                    |
| 颱風雪麗                        | 九號風球                        | 颱風黛蒂                        |
| 颱風雪麗                        | 十號風球                        | 超強颱風愛茜                    |

## 註解
1. ↑  . 香港天文台.   [2013-06-08]. （原始内容存档于2015-05-17）. （页面存档备份，存于）
2. ↑  中央氣象局測量風力應為中度颱風，但颱風資料庫上是記載強烈颱風。
3. ↑   (PDF).   [2015-08-02]. （原始内容 (PDF)存档于2019-10-23）. （页面存档备份，存于）